# Castilfrío de la Sierra
Castilfrío de la Sierra è un comune spagnolo di 27 abitanti situato nella comunità autonoma di Castiglia e León.